# سروتونرژیک

شمائی از منطقه سروتونرژیک در مغز

سروتونرژیک (به انگلیسی: Serotonergic) یا سروتونینرژیک (به انگلیسی: Serotoninergic) به معنی مرتبط با "انتقال دهنده عصبی سروتونین" می‌باشد. یک سیناپس در صورتی که از سروتونین به عنوان انتقال دهنده عصبی استفاده کند٬ سروتونرژیک نامیده می‌شود و یک ماده را نیز در صورتی که باعث ایجاد تاثیراتی مرتبط با سروتنین در بدن شود سروتونرژیک می‌نامند. یک عامل سروتونرژیکی به موادی شیمیایی گفته می‌شود که عملکردشان باعث افزایش تاثیرات ایجاد شده به واسطه سروتونین در سیستم عصبی مرکزی شود. عوامل سروتونرژیکی عبارت از موارد زیر هستند:
- مواد تشکیل دهتده سروتنین. (مانند تریپتوفان و 5HTP)
- کوفاکتورهایی که در بدن برای تولید سروتونین مورد نیازند.
- آنزیم‌های سروتونرژیکی
- آگونیست‌های گیرنده‌های سروتنین
- آنتاگونیست‌های سروتنین و بازدارنده‌های بازجذب آن (SARIs)
- بازدارنده‌های بازجذب سروتنین - رده‌ای از داروهای ضدافسردگی سروتونرژیکی (SRIs)
- بازدارنده‌های بازجذب سروتنین-نوراپینفرین (SNRIs)
- ضدافسردگی‌های سه حلقه‌ای
- نورادرنرژیک‌ها٬ رده‌ای دیگر از داروهای ضدافسردگی سروتونرژیکی خاص
- مهارکننده‌های مونوآمین اکسیداز
- روان‌گردان‌های سروتونرژیکی٬ دسته‌ای از مواد روان‌گردان سرتونرژیک
- آزادکننده‌های سروتونین
- آزاد کننده‌های انتخابی سروتونین